# Нисигути, Мики
Мики Нисигути (яп. 西口 実希 Нисигути Мики, род. 9 марта, Нара, Япония) — артистка балета, солистка Екатеринбургского театра оперы и балета. Номинировалась на российскую национальную театральную премию «Золотая маска» в номинации «Лучшая женская роль» (2018). 

## Биография
Мики Нисигути впервые начала заниматься балетом в возрасте 5 лет в Японии.
Училась в «Ballet Etoile» у педагога Т. Сакаида. Продолжила обучение, став студенткой Академии русского балета имени А. Я. Вагановой, занималась у педагога В. Б. Ивановой. После выпуска в 2013 году была принята в балетную труппу Екатеринбургского театра оперы и балета.
В составе труппы ездила на гастроли в Израиль и в Италию (2014), в Германию (2014 и 2015), в Сербию и Эстонию (2016). Участвует в проекте театра «Dance-платформа». 
В 2018 году была номинирована на театральную премию «Золотая маска» в номинации «Лучшая женская роль» за исполнение роли Герды в спектакле «Снежная королева». В марте того же года исполнила эту партию на Новой сцене Большого театра, когда театр представлял спектакль на фестивале «Золотая маска» в Москве.
Согласно сообщению в личном Инстаграме, 28 мая 2022 года она вышла замуж за солиста Екатеринбургского театра оперы и балета Фидана Даминева.

## Репертуар
В репертуаре Мики Нисигути — Гюльнара в «Корсаре», Чертовка в «Сотворении мира», Первая сильфида в «Сильфиде», Лиза, Солистка Голопа в «Тщетной предосторожности», маленькие лебеди в «Лебедином озере», Золушка в «Золушке», Герда в «Снежной королеве», Солистка в одноактных балетах «Вариации Сальери» и «Step Lightly», Солистка III акта в «Цветоделике», Солистка Тайского танца, Тайское Па де де в балете «Катя и принц Сиама»), Па де труа, Кукла в «Щелкунчике».